# Mick van Dijke
Mick van Dijke (ur. 15 marca 2000 w Colijnsplaat) – holenderski kolarz szosowy.
Kolarstwo uprawia również jego brat, Tim van Dijke.

## Osiągnięcia
Opracowano na podstawie:

2020
- 2. miejsce w mistrzostwach Holandii U23 (start wspólny)
- 2. miejsce w Orlen Wyścigu Narodów
  - 1. miejsce na 1. etapie (jazda drużynowa na czas)

2021
- 1. miejsce w mistrzostwach Holandii U23 (jazda indywidualna na czas)
- 2. miejsce w mistrzostwach Holandii U23 (start wspólny)
- 2. miejsce w Kreiz Breizh Elites
  - 1. miejsce w klasyfikacji młodzieżowej
  - 1. miejsce na 1. (jazda drużynowa na czas) i 4. etapie
- 1. miejsce na 2. etapie Tour de l’Avenir (jazda drużynowa na czas)
- 1. miejsce w Flanders Tomorrow Tour
  - 1. miejsce w klasyfikacji punktowej
  - 1. miejsce na etapach 3a i 3b
- 3. miejsce w Tour of Croatia
  - 1. miejsce w klasyfikacji młodzieżowej

2022
- 2. miejsce w Elfsteden Race

## Rankingi
| Rok             | 2020 | 2021 | 2022 | 2023  | 2024 |
| --------------- | ---- | ---- | ---- | ----- | ---- |
| World Ranking   | 423. | 193. | 332. | 1237. | 463. |
| UCI Europe Tour | 347. | 164. | 267. | -     | -    |
|                 |      |      |      |       |      |
| Źródło: UCI     |      |      |      |       |      |